# مجاعة البنغال 1943

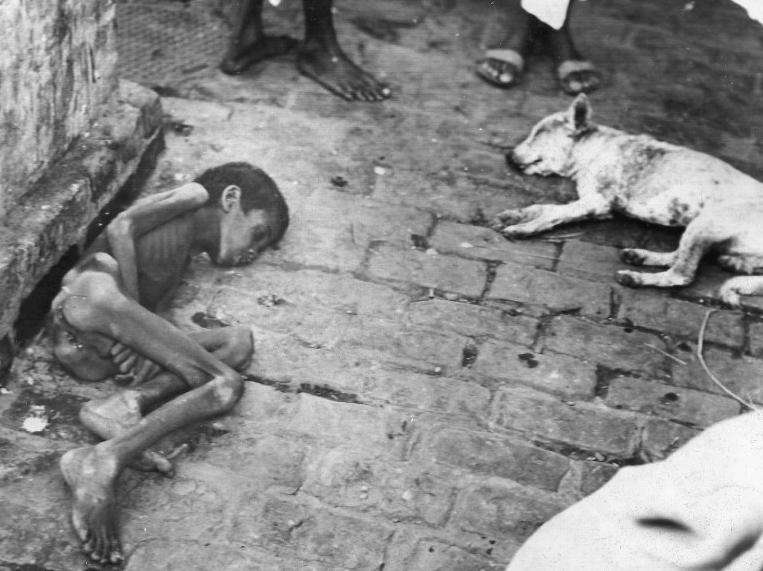

مجاعة البنغال 1943 (البنغالية: pañcāśēra manvantara) كانت مجاعة كبرى في مقاطعة البنغال في الهند خلال الحرب العالمية الثانية. توفي ما يقدر بـ 2.1-3 مليون من أصل 60.3 مليون نسمة؛ بسبب الجوع والملاريا وأمراض أخرى تفاقمت بسبب سوء التغذية، ونزوح السكان، والظروف غير الصحية، ونقص الرعاية الصحية. بالإضافة إلى أنه أُصيب الملايين بالفقر بسبب تكاثر الأزمة في قطاعات كبيرة كالاقتصاد والنسيج الاجتماعي. كثيرًا ما وصف المؤرخون المجاعة بأنها «من صنع الإنسان»، مؤكدين أن السياسات الاستعمارية في زمن الحرب قد خلقت ثم فاقمت الأزمة. أما وجهة نظر الأقلية فهي بأن المجاعة نشأت من أسباب طبيعية.
كان اقتصاد البنغال في الغالب زراعياً. في السنوات التي سبقت المجاعة كان ما بين نصف وثلاثة أرباع فقراء الريف يعيشون في «حالة شبه تعاني من الجوع». ولم تكن الإنتاجية الزراعية الراكدة والقاعدة الأرضية المستقرة كافية لارتفاع مستويات السكان، مما أدى إلى انخفاض طويل الأجل في نصيب الفرد من الأرز، وتزايد أعداد العمال الفقراء أو الذين لا يملكون أرضاً. تحت دائرة مزمنة ومتصاعدة من الديون انتهت بعبودية الديون وفقدان ملكية الأراضي بسبب الاستيلاء عليها.وشملت الأسباب الأكثر مباشرة للأزمة كوارث طبيعية واسعة النطاق في جنوب غرب البنغال وتبعات الحرب. وأثار التراكم العسكري والتمويل التضخم في زمن الحرب، في حين تم الاستيلاء على الأراضي من آلاف البنغاليين. في أعقاب الاحتلال الياباني لبورما (ميانمار الحديثة) فقدت واردات الأرز، ثم تعطل الكثير من إمدادات السوق ونظم النقل في البنغال بسبب «سياسات الإنكار» البريطانية للأرز والقوارب (استجابة «الأرض المحروقة» للاحتلال). واصلت الحكومة البريطانية أيضا توزيع الأولوية للإمدادات الحيوية إلى الجيش والموظفين المدنيين وغير ذلك من «الطبقات ذات الأولوية». وتفاقمت هذه العوامل بسبب القيود المفروضة على الوصول إلى الحبوب: حيث كانت المصادر المحلية مقيدة بالحواجز التجارية الطارئة بين المقاطعات، بينما حرم مجلس وزراء حرب تشرشل من الوصول إلى المصادر الدولية إلى حد كبير، ويرجع ذلك إلى النقص في الشحن في زمن الحرب. كل من هذه العوامل المساهمة في عدد القتلى والدمار الاقتصادي هو مسألة جدل مستمر.
نفت الحكومة المحلية حدوث المجاعة، وأثبتت المساعدات الإنسانية عدم جدواها طوال أشد شهور الأزمة سوءًا. في البداية حاولت الحكومة التأثير على أسعار الأرز غير المقشور، وكانت النتيجة عكسية مع ظهور سوق سوداء شجعت الباعة على احتكار مخزونهم،  ما أسفر عنه تضخم مفرِط بسبب المضاربة والتكديس بعد تخلي الحكومة عن الرقابة. ارتفعت نسبة المساعدات عندما تولى الجيش الهندي عملية التمويل في أكتوبر 1943، ولكن الإغاثة الفاعلة وصلت مع محصول الأرز القياسي في ديسمبر من ذلك العام. انخفضت نسبة الوفيات بسبب المجاعة، رغم أن نصف نسبة الوفيات المرتبطة بالمجاعة وقعت في العام 1944 نتيجة الأوبئة، بعد انفراج أزمة الأمن الغذائي. 

## الخلفية
ابتداءً من القرن التاسع عشر ومرورًا بالكساد الكبير، خلّفت القوى الاجتماعية والاقتصادية آثارًا سلبية على هيكلية توزيع الإيرادات في البنغال وقدرة قطاعها الزراعي على مدّ الشعب بأسباب الغذاء. شملت تلك العمليات السلبية رفع نسبة الديون المنزلية، وزيادة سريعة في عدد السكان، وركود في الإنتاج الزراعي، وازدياد التمييز بين الطبقات الاجتماعية، وتغريب طبقة الفلاحين عن ممتلكاتهم من الأراضي. نجم عن التفاعلات السلبية المذكورة آنفًا غرق بعض الفئات الاجتماعية والاقتصادية المحددة بوضوح في مستنقع الفقر والديون وعدم القدرة على التأقلم مع الصدمات الاقتصادية تلك ولا الوصول إلى مصادر الغذاء على المدى المنظور. في الأعوام 1942 و1943، وفي سياق الحرب العالمية الثانية المباشر والمركزي، تعرّض ساكنو البنغال لصدمات اقتصادية متتالية، ومعقدّة، وأحيانًا على حين غرة. وقع الملايين فريسة للمجاعة.
وصف تقرير اللجنة الهندية للتحقيق في المجاعة (1945) البنغال بأنها «أرض مزارعي وآكلي الأرز». هيمن الأرز على الصادرات الزراعية من المقاطعة، ومثّل نسبة تقارب 88% من استخدام الأراضي الصالحة للزراعة، ونسبة 75% من محاصيل المقاطعة. بشكل عام، أنتجت البنغال ثلث الأرز في الهند، متفوقة بذلك على غيرها من المقاطعات. مثّل الأرز نسبة 75-85% من الاستهلاك الغذائي، جاء السمك في المرتبة الثانية كمصدر رئيسي للغذاء، يُكمّل بنسب ضئيلة من القمح.
توجد في البنغال 3 محاصيل موسمية للأرز. إلى حد بعيد، فأكثر هذه المواسم أهمية هو موسم الشتاء من محصول أرز آمان الذي يُبذر في شهريّ مايو ويونيو ويُحصد في نوفمبر وديسمبر، وينتج عنه نسبة 70% من حاصلات موسم الحصاد السنوي. بشكل أساسي، فقد حدث القصور في إنتاج الأرز في العام 1942 خلال موسم حصاد أرز آمان فائق الأهمية.
منذ بداية القرن العشرين وحتى ذلك الوقت، أصاب الركود إنتاج الأرز لكل فدان؛ يُضاف إلى ذلك نسبة السكان المتزايدة، ما نجم عنه ضغوطات كانت العامل الرئيسي في حدوث المجاعة. وفقًا لإحصائية العام 1941، بلغ عدد سكان البنغال ما يقارب الـ600 مليون نسمة يعيشون في مساحة بلغت 77.442 ميل مربع. أدى انخفاض معدل الوفيات، والذي يُعزى جزئيًا إلى نجاح الراج البريطاني ما قبل العام 1943 إلى الحدّ من المجاعات، أدى إلى زيادة سكانية بنسبة 43% بين الأعوام 1901 و1941 –من 42.1 مليون نسمة إلى 60.3 مليون نسمة. على مدى الفترة ذاتها، ارتفع عدد سكان الهند بشكل عام بنسبة 37%. اتّسم اقتصاد الهند حينها باعتماده شبه الكلي على الزراعة، ولكن الإنتاجية الزراعية كانت ضمن أدنى المستويات في العالم. لم تكن التكنولوجيا الزراعية متقدمة، وفرص الحصول على القروض كانت محدودة وباهظة الثمن، ووقفت العراقيل السياسية والمالية في وجه أي إمكانية للحصول على الدعم الحكومي. واصلت جودة الأراضي وخصوبتها التدهور في البنغال وغيرها من المناطق الهندية، ولكن أثرها كان أشدّ في البنغال بشكل خاص. استلزم التوسع الزراعي إزالة الغابات واستصلاح الأراضي. أتلفت هذه السياسات مسارات تصريف المياه الطبيعية، وسببت إطماء الأنهار والقنوات التي كانت ترفدها، تاركة الأنهار ومناطق الدلتا الخصيبة في حالة احتضار. خلّف مجموع هذه العوامل حالة من الإنتاجية الزراعية ذات المستويات المنخفضة بشكل مستحكم.
قبل العام 1920، لُجئ إلى تلبية الاحتياجات الغذائية للنسبة المتزايدة من سكان البنغال عبر استزراع الأراضي المشجّرة غير المستثمرة. لم يكد ينقضي الربع الأول من القرن العشرين حتى راحت البنغال تواجه نقصًا حادًا في هذه الأراضي، الأمر الذي أفضى إلى عجز دائم ومضطرد في الأرز. دفع عجز البنغال عن مواكبة الزيادة السكانية إلى تحويلها من مصدّر صاف للحبوب الغذائية إلى مستورد صاف لها. مع ذلك لم تكن الواردات سوى جزء صغير ضمن محاصيل الغذاء المتاحة، ولم تفعل الشيء الكثير في تخفيف حدة المشاكل المتعلقة بالإمدادات الغذائية.
في العام 1930، قدّر الدكتور والكيميائي البنغالي تشونيلال بوز، الأستاذ في كلية طب كالكوتا، قدّر أن المكونات الغذائية وكثرة الوجبات صغيرة الحجم التي اتسم بها النظام الغذائي لشعب البنغال جعلها الأقل تغذية في الهند والعالم، وذات أثر عظيم الضرر بالصحة الجسدية للشعب. كتب المؤرخ الاقتصادي كورماك أو غرادا: «كان إنتاج البنغال من الأرز في السنوات العادية بالكاد يكفي للمحافظة على حياة الكفاف... وقبيل حدوث المجاعة كان هامش عدد سكان المقاطعة الذين عاشوا فوق حياة الكفاف ضئيلًا للغاية». فرضت هذه الظروف على أعداد هائلة من السكان العيش في حالة دائمة من سوء التغذية أو حتى المجاعة. 

### الاستيلاء على الأراضي
وضعت التغييرات الحاصلة في سوق الائتمان وحقوق انتقال الأراضي البنغال في خطر قائم بوقوع المجاعة، وأملت بكل وضوح ماهية الفئات الاقتصادية التي ستتعرض لأشد المحن مشقّة. كان نظام حيازة الأراضي الهندي شديد التعقيد، وخصوصًا في البنغال، إذ كانت الحقوق موزعة بشكل غير متكافئ بين ثلاث فئات اجتماعية واقتصادية متنوعة: طبقة تقليدية من كبار ملّاك الأراضي المتغيبين زاميندار؛ طبقة عليا مِن «أغنياء الفلاحين» جوتيدار؛ وأخيرًا في أدنى مستوى سوسيو-اقتصادي، «رايوت» (الفلاحون)، وصغار ملّاك الأراضي وصغار المزارعين، والمزارع الشريك بارغادار، والعمال الزراعيين. حظي كبار ملّاك الأراضي وأغنياء الفلاحين بحماية القانون والعرف، في حين أن أولئك الذين فلحوا الأرض وزرعوها، والذين لم يملكوا سوى أراضٍ صغيرة، إن امتلكوها، هم الذين عانوا الأمرّين في الخسائر المستمرة والمتنامية لحقوق ملكية الأرض والرعاية.  خلال نهاية القرن التاسع عشر وبواكير القرن العشرين، تقلصت سلطة وتأثير ملاك الأراضي وتزايدت سلطة أغنياء الفلاحين. في المناطق فقيرة التنمية على وجه الخصوص، حظي أغنياء الفلاحين بالسلطة باعتبارهم تجار حبوب أو جوت (قنب هندي)، وبشكل أهم عبر توفيرهم القروض للمزارعين الشركاء، والعمال الزراعيين والفلاحين «رايوت». اكتسب هؤلاء سلطة واسعة على من يسكنون لديهم باستخدام مزيج من العمل لرد الدين عبر نقل الديون والقروض، والاستيلاء على الأراضي قطعة تلو الأخرى.
عادة ما حدث الاستيلاء على الأراضي بواسطة أسواق الائتمان غير الرسمية. اختفت العديد من الكيانات الاقتصادية خلال فترة الكساد الكبير؛ لهذا السبب اضطر كثير من الفلاحين اللجوء إلى المرابين المحليين غير الرسميين لشراء أساسيات الحياة خلال الشهور العجاف بين فترات الحصاد. ذكر رجل الأعمال البنغالي المتنفذ إم إيه أصفهاني أن «المزارع البنغالي (حتى) ما قبل الحرب، كان لديه ثلاثة أشهر من الصوم، وخمسة أشهر من النظام الغذائي للكفاف المعيشي، وأربعة أشهر من المجاعة». إضافة إلى ما تقدم، في حال لم يكن لدى العامل بضائع قابلة للاسترداد بالمال، كالحبوب مثلًا أو الماشية التي تصلح للحراثة، فلم يجد بدًا من الاستدانة. نتيجة لمواسم الحصاد السيئة بشكل خاص، اضطر صغار ملاك الأراضي إلى الدخول في حلقة من الديون، غالبًا ما أفضت إلى تنازلهم عن أراضيهم لصالح دائنيهم. 

### التربة وإمداد المياه
يضم شرق البنغال وغرب البنغال تربتين مختلفتين. كانت التربة الرملية في الشرق، والأرض الرسوبية الأخف للسونداربانس، تصرف بسرعة أكبر بعد موسم الرياح الموسمية من اللاتيريت أو أقاليم الطين الثقيل في غرب البنغال. خلق انحلال التربة حاجة إلى أن تترك قطع أرض كبيرة في غرب البنغال ووسط بورًا، في حين كان شرق البنغال يضم عددًا أقل بكثير من الحقول غير المحروثة. تسبب الفيضان السنوي لهذه الحقول البور مكانًا لتكاثر البعوض الحامل للملاريا، ودامت أوبئة الملاريا لشهر إضافي في المناطق الوسطى والغربية التي كان التصريف فيها أكثر بطء.
افتقرت المناطق الريفية إلى توافر إمدادات آمنة من المياه. وكانت المياه تأتي بصورة رئيسية من برك ترابية وأنهار وآبار أنبوبية ضخمة. في موسم الجفاف، باتت البرك المصرفة بشكل جزئي مكانًا إضافيًا لتكاثر البعوض الناقل للملاريا. كانت مياه البرك والأنهار عرضة للتلوث بالكوليرا، وكانت الآبار الأنبوبية أكثر أمانًا بكثير. إلا أن ما يقارب ثلث الآبار القائمة في بنغال زمن الحرب كانت بحاجة إلى ترميم. 

## صدمات وأخطار ما قبل المجاعة
خلال العام 1942 ومطلع العام 1943، جعلت الأحداث السياسية والعسكرية، إلى جانب الكوارث الطبيعية والآفات الزراعية، الأنظار تتركز على اقتصاد البنغال. وفي حين تزايدت حاجات البنغال للغذاء بسبب الحضور العسكري المتعاظم وتدفق اللاجئين من بورما، فقد كانت قدرتها على الحصول على الأرز والحبوب الأخرى محدودة بسبب القيود التجارية ما بين المقاطعات. 

### الغزو الياباني لبورما
أطلقت الحملة اليابانية على بورما هجرات جماعية لما يزيد عن نصف المليون هندي من بورما إلى الهند. بدأ التدفق بعد تفجير رانغون (1941-1942)، وخلال الأشهر التي تلت ذلك تدفق عبر الحدود مجموعات بشرية أصابها اليأس فارين إلى الهند عبر البنغال وأسام. في 26 من شهر أبريل من عام 1942، وصلت أوامر إلى جميع قوات الحلفاء بالانسحاب من بورما إلى الهند. وخصص النقل العسكري والإمدادات الأخرى للاستعمال العسكري وكان غير متاح للاستخدام من قبل اللاجئين. بحلول أواسط شهر مايو من عام 1942، باتت الأمطار الموسمية غزيرة في تلال مانيبور، مما أعاق بصورة أكبر حركة المدنيين. 
بلغ العدد الإجمالي للاجئين الذين نجحوا في الوصول إلى الهند ما لا يقل عن 500 ألف لاجئ، توفي عشرات الآلاف منهم خلال محاولتهم للوصول. وفي الأشهر اللاحقة، أصيب ما بين 70% و80% منهم بأمراض كالزحار والجدري والملاريا والكوليرا، وكان 30% منهم «في حال سيئة». خلق تدفق اللاجئين أوضاعًا عديدة من المتحمل أنها ساهمت في المجاعة. وخلق وصولهم طلبًا متزايدًا على الغذاء والملبس والعناية الطبية، مما تسبب بضغط أكبر على موارد المقاطعة. أطلقت الظروف الصحية السيئة لرحلتهم القسرية مخاوف حول خطر على الصحة العامة نظرًا إلى الأوبئة التي تسبب بها الاضطراب الاجتماعي. في نهاية الأمر، خلقت حالتهم المضطربة بعد معاناتهم توجسًا وقلقًا وهلعًا بين سكان البنغال، وفاقم هذا من التهافت على الشراء والادخار الذي من المحتمل أنه ساهم في بدء المجاعة. 
بحلول شهر أبريل من عام 1942، كانت السفن والطائرات الحربية اليابانية قد أغرقت نحو 100 ألف طن من سفن الملاحة التجارية في خليج البنغال. ووفقًا للجنرال أرتشيبالد وافيل، قائد أركان الجيش في الهند، أقر كل من مكتب الحرب في لندن وقائد الاسطول الشرقي البريطاني أن الأسطول كان عاجزًا عن القيام بمقاومة جادة للهجمات البحرية اليابانية على سيلون، جنوبي أو شرقي الهند، أو على الملاحة في خليج البنغال. لعقود، كان النقل بالقطارات عنصرًا هامًا في الجهود الناجحة التي بذلها الراج لاتخاذ إجراءات مسبقة ضد المجاعة في الهند. إلى أن الغزوات اليابانية وضعت قيودًا إضافية على سكك الحديد، التي تعرضت أيضًا لفيضان في براهمابورتا ووباء ملاريا وحركة اتركوا الهند التي استهدفت النقل على الطرق وبالسكك الحديدية. خلال هذه الفترة، جرت المساومة على نقل الإمدادات المدنية مقابل الضرورات العسكرية المتزايدة لسكك الحديد، وتفكيك الطرق الذي نُفذ في مناطق في شرق البنغال في عام 1942 بهدف إعاقة غزو ياباني محتمل. أوقف سقوط رانغون في شهر مارس من عام 1942 استيراد الأرز البورمي إلى الهند وسيلون. ولأسباب تعود جزئيًا إلى تزايد السكان المحليين، كانت أسعار الأرز قد ارتفعت مسبقًا بنسبة 69% بحلول شهر سبتمبر من عام 1941 مما كانت عليه في شهر أغسطس من عام 1939. أفضت خسارة الواردات البورمية إلى تزايد أكبر في الطلب على الأقاليم المنتجة للأرز. كان ذلك، بحسب لجنة المجاعة، ضمن سوق «تسببت فيه تقدم الحرب بخلق تردد في البيع لدى الباعة الذي كانوا قادرين على تحمل تكلفة الانتظار». أثارت خسارة الواردات من بورما صراعًا عنيفًا على الأرز في أنحاء الهند، مما خلق ارتفاعًا دراماتيكيًا وغير مسبوق في التضخم الناشئ عن ازدياد الطلب في البنغال وبعض الأقاليم الأخرى المنتجة للأرز في الهند. تسبب هذا في أنحاء الهند وبشكل خاص في البنغال ب«تخبط» في أسواق الأرز. وعلى وجه التحديد في البنغال، كان تأثير سعر خسارة الأرز البورمي غير متناسب مع الحجم المتواضع نسبيًا للخسارة المتعلقة بالاستهلاك الإجمالي. وعلى الرغم من ذلك، واصلت البنغال تصدير الأرز إلى سيلون خلال الأشهر التي تلت ذلك، حتى حين باتت تتضح بداية أزمة غذائية. كان كل ذلك، إضافة إلى مشكلات النقل التي خلقتها سياسة «رفض القوارب» التي تبنتها الحكومة، الأسباب المباشرة في القيود التجارية ما بين المقاطعات حول حركة الحبوب، وساهم في سلسلة من السياسات الحكومية الفاشلة التي فاقمت من الأزمة الغذائية.

### 1942-1945 التحضيرات العسكرية والتضخم والترحيل
جعل سقوط بورما البنغال قريبة من جبهة الحرب، ووقع تأثيره بصورة أقوى على البنغال منه في أي مكان آخر في الهند. جندت مناطق مدنية رئيسية، ولا سيما في كالكوتا، أعدادًا متزايدة من العمال في الصناعات العسكرية والقوات من أمم عديدة. وُظف عمال غير مهرة من البنغال والمقاطعات المجاورة من قبل المتعهدين العسكريين، بشكل خاص من أجل بناء مهابط الطائرات الأمريكية والبريطانية. وصلت مئات آلاف من القوات الأمريكية والبريطانية والهندية والصينية إلى المقاطعة، مما زاد من الضغط على المؤن المحلية وأفضى إلى شح في العديد من ضرورات الحياة اليومية. تسببت الضغوطات التضخمية العامة في اقتصاد زمن الحرب إلى ارتفاع سريع في أسعار كامل طيف البضائع والخدمات. لم يكن ارتفاع الأسعار «مقلقًا» حتى عام 1941، حين أصبح الأمر مثيرًا لقلق أكبر. وبعد ذلك في مطلع العام 1943، شهد معدل التضخم في سعر حبوب الغذاء على وجه التحديد زيادة كبيرة غير مسبوقة. 
جرى بيع كامل نتاج صناعات الهند من القماش والصوف والجلد والحرير تقريبًا للجيش. في النظام الذي استخدمته الحكومة البريطانية للحصول على البضائع على حكومة الهند، بقيت الصناعات بملكية خاصة بدلًا من أن تواجه مصادرة مباشرة لقدرتها الإنتاجية. طولبت الشركات ببيع البضائع للجيش بالدين وبسعر ثابت متدن. إلا أن الشركات منحت الحرية بأن تضع السعر الذي تراه مناسبًا في سوقها المحلية لكامل مخزونها الفائض. مثلًا، في حالة صناعة الأنسجة التي وفرت القماش للباس الجيش البريطاني، وضعت سعرًا مرتفعًا بشدة في الأسواق المحلية. بحلول نهاية عام 1942، تضاعفت أسعار الأقمشة أكثر من ثلاث مرات عن مستوياتها ما قبل الحرب، وبحلول أواسط عام 1943 كانت قد تضاعفت أكثر من أربع مرات. اشترى المضاربون العديد من البضائع الفائضة للاستخدام المدني. نتيجة لذلك «هبط استهلاك المدنيين لبضائع القطن بنسبة تزيد عن 23% عن مستواه في زمن السلم بحلول عامي 1943 و1944». انخفضت المصاعب التي شعر بها سكان المدن من خلال «مجاعة القماش» الشديدة مع بدء توزيع قوات الجيش مواد الإغاثة بين شهري أكتوبر من عام 1942 وأبريل 1943.